# جان سیمپسون

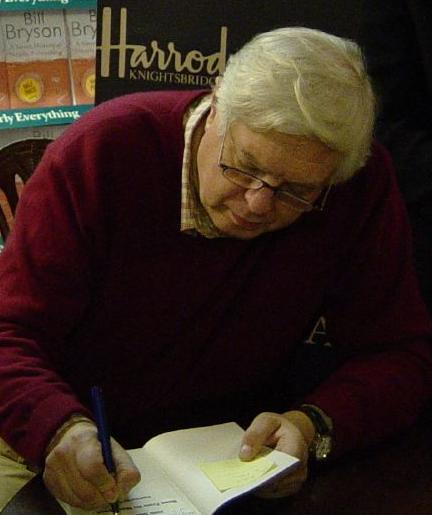
جان سیمپسون در حال امضای کتابی در سال ۲۰۰۶ میلادی.

جان سیمپسون (به انگلیسی: John Simpson) (زاده ۹ اوت ۱۹۴۴) خبرنگار مشهور انگلیسی و سردبیر بخش جهانی بی‌بی‌سی است. وی در طول دوران خبرنگاری خود، به بیش از ۱۲۰ کشور جهان مسافرت کرده است.
وی از دانش‌آموختگان کالج مگ‌دالین دانشگاه کمبریج در رشته خبرنگاری است. 

## حرفه
در سال ۱۹۷۰ میلادی، به عنوان خبرنگار، به استخدام بی‌بی‌سی درآمد.
جان سیمپسون در تاریخ ۱ فوریه ۱۹۷۹ و در جریان انقلاب ایران، مسافر همان هواپیمای ایر فرانس بود که روح‌الله خمینی را به ایران آورد. خمینی در داخل هواپیما و در پاسخ به سؤال جان سیمپسون که از او پرسیده بود، «چه احساسی دارید که بعد از پانزده سال به ایران بار می‌گردید، گفت: هیچی».
در سال ۱۹۸۹ میلادی، از معدود خبرنگارانی بود که در اعتراضات میدان تیان‌آن‌من حضور داشت.
جان سیمپسون، خبرنگار جنگی است و در بسیاری از جنگ‌های دوران معاصر، به عنوان خبرنگار، حضور داشته اشت.

## زندگی خصوصی
وی دو بار ازدواج کرده است و دارای سه فرزند است. آخرین فرزند وی، در هنگامی که ۶۱ سال داشت، به دنیا آمد.